# Irina Chromatsjova
Irina Pavlovna Chromatsjova (Russisch: Ирина Павловна Хромачёва) (Moskou, 12 mei 1995) is een tennisspeelster uit Rusland. Chromatsjova begon met tennis op vijfjarige leeftijd. Haar favoriete ondergrond is gravel en gras. Zij speelt linkshandig en heeft een tweehandige backhand. Bij de junioren is haar hoogste ranglijstpositie nummer 1 – dat werd zij op 7 juni 2010. Zij is actief in het internationale tennis sinds 2010.

## Loopbaan
In de periode 2013–2014 maakte Chromatsjova deel uit van het Russische Fed Cup-team – zij behaalde daar een winst/verlies-balans van 0–4. In 2013 nam zij deel aan de finale van de Wereldgroep I – zij verloren van de Italiaanse dames.
In april 2018 won Chromatsjova haar eerste WTA-titel, op het dubbelspel-toernooi van Bogota, samen met de Sloveense Dalila Jakupović. Drie weken later won zij op het WTA-toernooi van Anning niet alleen de dubbelspeltitel (weer samen met Jakupović) maar ook die in het enkelspel – in de finale versloeg zij de Chinese Zheng Saisai. Op het dubbelspeltoernooi van het US Open 2018 bereikte zij de kwartfinale, terug met Jakupović.
Tot op heden(juni 2025) won zij vijftien WTA-dubbelspeltitels, de meest recente in 2025 in Rosmalen, geflankeerd door de Hongaarse Fanny Stollár.
Haar hoogste notering op de WTA-ranglijst is de 14e plaats van het dubbelspel, die zij bereikte in maart 2025.

## Posities op deWTA-ranglijst
Positie per einde seizoen:
| jaar | rang enkelspel | rang dubbelspel |
| ---- | -------------- | --------------- |
| 2011 | 402            | 756             |
| 2012 | 176            | 181             |
| 2013 | 249            | 235             |
| 2014 | 234            | 179             |
| 2015 | 240            | 137             |
| 2016 | 93             | 146             |
| 2017 | 161            | 84              |
| 2018 | 131            | 46              |
| 2019 | 466            | 125             |
| 2020 | 634            | 181             |
| 2021 | 346            | 197             |
| 2022 | 238            | 137             |
| 2023 | 391            | 65              |
| 2024 | 1094           | 18              |

## Resultaten grandslamtoernooien
| Legenda | Legenda                          |
| ------- | -------------------------------- |
| g.t.    | geen toernooi gehouden           |
| l.c.    | lagere categorie                 |
| –       | niet deelgenomen                 |
| G       | uitgeschakeld in de groepsfase   |
| 1R      | uitgeschakeld in de eerste ronde |
| 2R      | uitgeschakeld in de tweede ronde |
| 3R      | uitgeschakeld in de derde ronde  |
| 4R      | uitgeschakeld in de vierde ronde |
| KF      | uitgeschakeld in de kwartfinale  |
| HF      | uitgeschakeld in de halve finale |
| F       | de finale verloren               |
| W       | het toernooi gewonnen            |
| w-v     | winst/verlies-balans             |

### Enkelspel
| toernooi        | 2017 |      | 2020 |
| --------------- | ---- | ---- | ---- |
| Australian Open | 1R   | –    |      |
| Roland Garros   | 1R   | –    |      |
| Wimbledon       | 1R   | g.t. |      |
| US Open         | –    | 1R   |      |

### Vrouwendubbelspel
| toernooi        | 2017 | 2018 | 2019 | 2020 | 2021 |    | 2023 | 2024 | 2025 |
| --------------- | ---- | ---- | ---- | ---- | ---- | -- | ---- | ---- | ---- |
| Australian Open | –    | 2R   | 1R   | –    | –    | –  | 1R   | 1R   |      |
| Roland Garros   | 2R   | 3R   | –    | –    | 1R   | 2R | 1R   | 1R   |      |
| Wimbledon       | –    | 1R   | –    | g.t. | –    | –  | 2R   |      |      |
| US Open         | –    | KF   | –    | 1R   | –    | 2R | KF   |      |      |

### Gemengd dubbelspel
| toernooi        | 2025 |
| --------------- | ---- |
| Australian Open | KF   |
| Roland Garros   | 1R   |
| Wimbledon       |      |
| US Open         |      |

## Palmares
| Legenda                 |
| ----------------------- |
| Grandslamtoernooi       |
| Olympische Spelen       |
| Year-End Championships  |
| Premier Mandatory       |
| Premier Five / WTA 1000 |
| Premier / WTA 500       |
| International / WTA 250 |
| Challenger / WTA 125    |

### WTA-finaleplaatsen enkelspel
| nr.              | finale     | toernooi   | ondergrond | tegenstandster  | score         |         |
| ---------------- | ---------- | ---------- | ---------- | --------------- | ------------- | ------- |
| gewonnen finales |            |            |            |                 |               |         |
| 1.               | 2018-05-05 | WTA Anning | gravel     | Zheng Saisai    | 3-6, 6-4, 7-6 | details |
| verloren finales |            |            |            |                 |               |         |
| 1.               | 2018-11-03 | WTA Mumbai | hardcourt  | Luksika Kumkhum | 6-1, 2-6, 3-6 | details |

### WTA-finaleplaatsen vrouwendubbelspel
| nr.              | finale     | toernooi        | ondergrond | partner               | tegenstandsters                         | score            |         |
| ---------------- | ---------- | --------------- | ---------- | --------------------- | --------------------------------------- | ---------------- | ------- |
| gewonnen finales |            |                 |            |                       |                                         |                  |         |
| 01.              | 2018-04-15 | WTA Bogota      | gravel     | Dalila Jakupović      | Mariana Duque Mariño Nadia Podoroska    | 6-3, 6-4         | details |
| 02.              | 2018-05-05 | WTA Anning      | gravel     | Dalila Jakupović      | Guo Hanyu Sun Xuliu                     | 6-1, 6-1         | details |
|                  |            |                 |            |                       |                                         |                  |         |
| 03.              | 2023-04-08 | WTA Bogota      | gravel     | Iryna Sjymanovitsj    | Oksana Kalasjnikova Katarzyna Piter     | 6-1, 3-6, [10-6] | details |
| 04.              | 2023-07-15 | WTA Båstad      | gravel     | Panna Udvardy         | Eri Hozumi Jang Su-jeong                | 4-6, 6-3, [10-5] | details |
| 05.              | 2023-09-23 | WTA Parma       | gravel     | Dalila Jakupović      | Anna Bondár Kimberley Zimmermann        | 6-2, 6-3         | details |
| 06.              | 2024-04-21 | WTA Rouen       | gravel (i) | Tímea Babos           | Naiktha Bains Maia Lumsden              | 6-3, 6-4         | details |
| 07.              | 2024-05-18 | WTA Parma       | gravel     | Anna Danilina         | Elixane Lechemia Ingrid Gamarra Martins | 6-1, 6-2         | details |
| 08.              | 2024-05-24 | WTA Rabat       | gravel     | Jana Sizikova         | Anna Danilina Xu Yifan                  | 6-3, 6-2         | details |
| 09.              | 2024-06-09 | WTA Bari        | gravel     | Anna Danilina         | Angelica Moratelli Renata Zarazúa       | 6-1, 6-3         | details |
| 10.              | 2024-07-26 | WTA Iași        | gravel     | Anna Danilina         | Aleksandra Panova Jana Sizikova         | 6-4, 6-2         | details |
| 11.              | 2024-09-15 | WTA Guadalajara | hardcourt  | Anna Danilina         | Oksana Kalasjnikova Kamilla Rachimova   | 2-6, 7-5, [10-7] | details |
| 12.              | 2024-09-22 | WTA Hua Hin     | hardcourt  | Anna Danilina         | Eudice Chong Moyuka Uchijima            | 6-4, 7-5         | details |
| 13.              | 2024-10-13 | WTA Wuhan       | hardcourt  | Anna Danilina         | Asia Muhammad Jessica Pegula            | 6-3, 7-6         | details |
| 14.              | 2025-05-17 | WTA Parijs      | gravel     | Fanny Stollár         | Tereza Mihalíková Olivia Nicholls       | 4-6, 7-6, [10-5] | details |
| 15.              | 2025-06-14 | WTA Rosmalen    | gras       | Fanny Stollár         | Nicole Melichar Ljoedmila Samsonova     | 7-5, 6-3         | details |
| verloren finales |            |                 |            |                       |                                         |                  |         |
| 1.               | 2017-11-12 | WTA Hua Hin     | hardcourt  | Dalila Jakupović      | Duan Yingying Wang Yafan                | 3-6, 3-6         | details |
| 2.               | 2017-11-26 | WTA Mumbai      | hardcourt  | Dalila Jakupović      | Victoria Rodríguez Bibiane Schoofs      | 5-7, 6-3, [7-10] | details |
| 3.               | 2019-04-07 | WTA Charleston  | gravel     | Veronika Koedermetova | Anna-Lena Grönefeld Alicja Rosolska     | 6-7, 2-6         | details |
|                  |            |                 |            |                       |                                         |                  |         |
| 4.               | 2022-07-08 | WTA Båstad      | gravel     | Mihaela Buzărnescu    | Misaki Doi Rebecca Peterson             | forfait          | details |
| 5.               | 2023-06-18 | WTA Valencia    | gravel     | Angelina Gaboejeva    | Aliona Bolsova Andrea Gámiz             | 4-6, 6-4, [7-10] | details |
| 6.               | 2024-04-07 | WTA Bogota      | gravel     | Anna Bondár           | Cristina Bucșa Kamilla Rachimova        | 6-7, 6-3, [8-10] | details |
| 7.               | 2024-07-20 | WTA Boedapest   | gravel     | Anna Danilina         | Katarzyna Piter Fanny Stollár           | 3-6, 6-3, [3-10] | details |
| 8.               | 2025-03-02 | WTA Mérida      | hardcourt  | Anna Danilina         | Katarzyna Piter Mayar Sherif            | 6-7, 5-7         | details |
| 9.               | 2025-04-20 | WTA Rouen       | gravel (i) | Linda Nosková         | Aleksandra Krunić Sabrina Santamaria    | 0-6, 4-6         | details |

### Gewonnen ITF-toernooien enkelspel
| nr. | finale     | toernooi            | ondergrond    | tegenstandster in finale | score         | dotatie  |
| --- | ---------- | ------------------- | ------------- | ------------------------ | ------------- | -------- |
| 01. | 2011-04-02 | Ribeirão Preto      | gravel        | Viktória Maľová          | 6-1 ,6-3      | $ 10.000 |
| 02. | 2011-05-07 | Casarano            | gravel        | Anne Schäfer             | 6-3, 6-4      | $ 10.000 |
| 03. | 2012-06-30 | Périgueux           | gravel        | Mónica Puig              | 6-3, 6-2      | $ 25.000 |
| 04. | 2013-06-16 | Padua               | gravel        | Patricia Mayr            | 6-2, 6-3      | $ 25.000 |
| 05. | 2014-03-01 | Buenos Aires        | gravel        | Chanel Simmonds          | 6-2, 7-5      | $ 10.000 |
| 06. | 2014-06-21 | Minsk               | gravel        | Ema Mikulčić             | 6-4, 1-6, 6-1 | $ 25.000 |
| 07. | 2015-06-27 | Moskou              | gravel        | Valentina Ivachnenko     | 6-2, 6-2      | $ 25.000 |
| 08. | 2015-11-14 | Minsk               | hardcourt (i) | Başak Eraydın            | 6-2, 7-5      | $ 25.000 |
| 09. | 2016-02-27 | Moskou              | hardcourt (i) | Jana Sizikova            | 6-7, 6-4, 6-3 | $ 25.000 |
| 10. | 2016-03-13 | Puebla              | hardcourt (i) | Richèl Hogenkamp         | 6-3, 6-2      | $ 25.000 |
| 11. | 2016-05-15 | Saint-Gaudens       | gravel        | Maria Sakkari            | 1-6, 7-6, 6-1 | $ 50.000 |
| 12. | 2016-09-11 | Boedapest           | gravel        | Cindy Burger             | 6-1, 6-2      | $ 50.000 |
| 13. | 2016-11-12 | Pune                | hardcourt     | Riko Sawayanagi          | 6-1, 6-1      | $ 25.000 |
| 14. | 2017-03-12 | São Paulo           | gravel        | Laura Pigossi            | 6-2, 6-1      | $ 25.000 |
| 15. | 2017-10-15 | Óbidos              | tapijt        | Magdalena Fręch          | 6-1, 4-6, 6-4 | $ 25.000 |
| 16. | 2018-02-18 | Perth               | hardcourt     | Katy Dunne               | 6-2, 6-3      | $ 25.000 |
|     |            |                     |               |                          |               |          |
| 17. | 2021-05-16 | La Bisbal d'Empordà | gravel        | Arantxa Rus              | 6-4, 1-6, 7-6 | $ 60.000 |
| 18. | 2022-01-09 | Monastir            | hardcourt     | Arlinda Rushiti          | 1-6, 6-4, 7-5 | $ 25.000 |

### Gewonnen ITF-toernooien dubbelspel
| nr. | finale     | toernooi              | ondergrond | partner                | tegenstandsters in finale                   | score             | dotatie   |
| --- | ---------- | --------------------- | ---------- | ---------------------- | ------------------------------------------- | ----------------- | --------- |
| 01. | 2011-04-02 | Ribeirão Preto        | gravel     | Gabriela Cé            | Monique Albuquerque Isabela Miro            | 6-2, 6-4          | $ 10.000  |
| 02. | 2012-05-06 | Chiasso               | gravel     | Darja Gavrilova        | Conny Perrin Maša Zec Peškirič              | 6-0, 7-6          | $ 25.000  |
| 03. | 2012-05-20 | Saint-Gaudens         | gravel     | Vesna Dolonts          | Naomi Broady Julia Glushko                  | 6-2, 6-0          | $ 50.000  |
| 04. | 2013-06-16 | Padua                 | gravel     | Paula Kania            | Cristina Dinu Maša Zec Peškirič             | 6-3, 6-1          | $ 25.000  |
| 05. | 2013-06-23 | Montpellier           | gravel     | Renata Voráčová        | Inés Ferrer Suárez Paula Cristina Gonçalves | 6-1, 6-4          | $ 25.000  |
| 06. | 2013-09-01 | Fleurus               | gravel     | Diāna Marcinkēviča     | Gabriela Cé Daniela Seguel                  | 6-4, 6-3          | $ 25.000  |
| 07. | 2014-01-12 | Vero Beach            | gravel     | Allie Will             | Jacqueline Cako Sanaz Marand                | 7-5, 6-3          | $ 25.000  |
| 08. | 2014-00-00 | Port St. Lucie        | gravel     | Réka Luca Jani         | Jan Abaza Louisa Chirico                    | 6-4, 6-4          | $ 25.000  |
| 09. | 2014-02-22 | Buenos Aires          | gravel     | Joelija Kalabina       | Fernanda Brito Carolina de los Santos       | 6-3, 6-2          | $ 10.000  |
| 10. | 2014-03-01 | Buenos Aires          | gravel     | Joelija Kalabina       | Ana Victoria Gobbi Monllau Constanza Vega   | 6-1, 6-1          | $ 10.000  |
| 11. | 2014-06-13 | Boedapest             | gravel     | Réka Luca Jani         | Dalila Jakupović Kateřina Kramperová        | 7-5, 6-4          | $ 25.000  |
| 12. | 2014-06-21 | Minsk                 | gravel     | Ilona Kremen           | Lidzija Marozava Svjatlana Pirazjenka       | 7-5, 6-0          | $ 25.000  |
| 13. | 2015-01-18 | Plantation            | gravel     | Asia Muhammad          | Jan Abaza Sanaz Marand                      | 6-2, 6-2          | $ 25.000  |
| 14. | 2015-02-21 | Minsk                 | gravel     | Valentina Ivachnenko   | Pemra Özgen Anastasija Vasyljeva            | 6-3, 6-0          | $ 25.000  |
| 15. | 2015-02-27 | Moskou                | gravel     | Polina Lejkina         | Aljona Fomina Anastasija Vasyljeva          | 7-5, 7-5          | $ 25.000  |
| 16. | 2015-07-26 | Darmstadt             | gravel     | Lidzija Marozava       | Pemra Özgen Anne Schäfer                    | 6-4, 6-4          | $ 25.000  |
| 17. | 2015-12-19 | Bangkok               | hardcourt  | Valerija Solovjeva     | Jessy Rompies Nungnadda Wannasuk            | 5-7, 6-4, [12-10] | $ 25.000  |
| 18. | 2015-12-26 | Bangkok               | hardcourt  | Valerija Solovjeva     | Choi Ji-hee Peangtarn Plipuech              | 6-3, 4-6, [10-5]  | $ 25.000  |
| 19. | 2016-09-18 | Biarritz              | gravel     | Maryna Zanevska        | Cornelia Lister Nina Stojanović             | 4-6, 7-5, [10-8]  | $ 100.000 |
| 20. | 2016-11-12 | Pune                  | hardcourt  | Aleksandrina Naydenova | Sowjanya Bavisetti Rishika Sunkara          | 6-2, 6-1          | $ 25.000  |
| 21. | 2017-09-09 | Balatonboglár         | gravel     | Diāna Marcinkēviča     | Ágnes Bukta Vivien Juhászová                | 6-4, 6-3          | $ 25.000  |
| 22. | 2018-01-07 | Playford              | hardcourt  | Dalila Jakupović       | Junri Namigata Erika Sema                   | 2-6, 7-5, [10-5]  | $ 25.000  |
| 23. | 2018-09-30 | Valencia              | gravel     | Nina Stojanović        | Valentini Grammatikopoulou Renata Zarazúa   | 6-1, 6-4          | $ 25.000  |
|     |            |                       |            |                        |                                             |                   |           |
| 24. | 2021-10-31 | Franqueses del Vallès | hardcourt  | Arina Rodionova        | Susan Bandecchi Eden Silva                  | 2-6, 6-3, [10-6]  | $ 80.000  |
| 25. | 2022-03-06 | Santo Domingo         | hardcourt  | Natalija Stevanović    | Darja Semeņistaja Anastasija Tichonova      | 6-1, 7-6          | $ 25.000  |
| 26. | 2022-07-17 | Aschaffenburg         | gravel     | Maria Timofejeva       | Karolína Kubáňová Ivana Šebestová           | 6-2, 5-7, [10-3]  | $ 25.000  |
| 27. | 2022-08-07 | Hechingen             | gravel     | Diana Sjnajder         | Tamara Čurović Chiara Scholl                | 6-2, 6-3          | $ 60.000  |
| 28. | 2022-09-25 | Otočec                | gravel     | Iryna Sjymanovitsj     | Sandra Samir Yang Ya-yi                     | 6-2, 6-4          | $ 25.000  |
| 29. | 2022-10-09 | Sozopol               | hardcourt  | Jelena Malõgina        | Ilona Georgiana Ghioroaie Rebeka Stolmár    | 7-6, 6-2          | $ 25.000  |
| 30. | 2022-10-16 | Sozopol               | hardcourt  | Darja Astachova        | Jasmijn Gimbrère Jelena Malõgina            | walk-over         | $ 25.000  |
| 31. | 2023-01-08 | Canberra              | hardcourt  | Anastasija Tichonova   | Robin Anderson Hailey Baptiste              | 6-4, 7-5          | $ 60.000  |
| 32. | 2023-03-19 | Anapoima              | gravel     | Valerija Strachova     | Andrea Gámiz Eva Vedder                     | 6-0, 1-6, [10-4]  | $ 40.000  |
| 33. | 2023-03-26 | Mosquera              | gravel     | Valerija Strachova     | Silvia Ambrosio Lena Papadakis              | 5-7, 7-6, [10-8]  | $ 25.000  |
| 34. | 2023-04-30 | Istanbul              | gravel     | Dalila Jakupović       | Priscilla Hon Valerija Strachova            | 7-6, 6-4          | $ 60.000  |

### Gewonnen juniorentoernooien enkelspel
| nr. | finale     | toernooi                                              | ondergrond    | tegenstandster in finale | score         | graad |
| --- | ---------- | ----------------------------------------------------- | ------------- | ------------------------ | ------------- | ----- |
| 01. | 2008-12-06 | Junior Zagreb Open                                    | hardcourt (i) | Dijana Banoveć           | 6-1, 6-0      | 5     |
| 02. | 2009-02-14 | ITF Junior Cup Copenhagen Indoor                      | hard (i)      | Caroline Rhode-Moe       | 6-3, 6-2      | 4     |
| 03. | 2009-03-01 | Bavarian Junior Championships                         | tapijt (i)    | Julia Kimmelmann         | 6-4, 6-1      | 4     |
| 04. | 2009-04-26 | Interspa Slovakia Cup                                 | gravel        | Dana Machálková          | 6-2, 7-5      | 2     |
| 05. | 2009-09-14 | Kentucky International Junior Tennis Derby            | hardcourt     | Zheng Saisai             | 6-3, 6-4      | 1     |
| 06. | 2010-01-24 | Czech International Junior Indoor Championships       | tapijt (i)    | Magda Linette            | 7-6, 6-1      | 1     |
| 07. | 2010-03-13 | ITF/LTAT Junior Championships                         | hardcourt     | Tamara Čurović           | 6-3, 4-6, 6-1 | 1     |
| 08. | 2010-03-28 | Mitsubishi-Lancer International Juniors Championships | hardcourt     | Tian Ran                 | 6-2, 6-2      | 1     |
| 09. | 2010-05-29 | Astrid Bowl                                           | gravel        | An-Sophie Mestach        | 6-2, 6-4      | 1     |
| 10. | 2011-04-24 | Open International Juniors de Beaulieu sur Mer        | gravel        | Natalija Kostić          | 6-2, 6-2      | 1     |
| 11. | 2011-05-15 | "Citta' Di Santa Croce" Mauro Sabatini                | gravel        | Chantal Škamlová         | 6-0, 6-4      | 1     |
| 12. | 2011-05-22 | Trofeo Bonfiglio                                      | gravel        | Danka Kovinić            | 6-2, 6-2      | A     |

### Gewonnen juniorentoernooien dubbelspel
| nr. | finale     | toernooi                               | ondergrond    | partner                | tegenstandsters in finale               | score            | graad |
| --- | ---------- | -------------------------------------- | ------------- | ---------------------- | --------------------------------------- | ---------------- | ----- |
| 01. | 2008-11-02 | Heiveld Indoor Jr. Champ.              | hardcourt (i) | Ilona Kremen           | Paula de Man Bernice van de Velde       | 6-2, 4-6, 6-4    | 4     |
| 02. | 2008-12-06 | Jr. Zagreb Open                        | hardcourt (i) | Ksenia Gospodinova     | Julia Dinhof Patricia Haas              | 6-1, 6-3         | 5     |
| 03. | 2009-03-01 | Bavarian Jr. Champ.                    | tapijt (i)    | Megane Bianco          | Kim Berghaus Kimberley Cassar           | 7-6, 6-4         | 4     |
| 04. | 2009-05-23 | Int. Spring Bowl                       | gravel        | Aljaksandra Sasnovitsj | Cristina Dinu Liu Min                   | 6-4, 6-2         | 2     |
| 05. | 2010-06-18 | Gerry Weber Open                       | gras          | Jovana Jakšić          | Andrea Gámiz Adriana Pérez              | 6-4, 7-5         | 2     |
| 06. | 2011-03-19 | Banana Bowl                            | gravel        | Eugenie Bouchard       | Miho Kowase Makoto Ninomiya             | 6-2, 6-3         | 1     |
| 07. | 2011-04-24 | Open Int. Juniors de Beaulieu sur Mer  | gravel        | Danka Kovinić          | Ganna Poznikirenko Natallia Vavulina    | 6-3, 6-2         | 1     |
| 08. | 2011-05-15 | "Citta' Di Santa Croce" Mauro Sabatini | gravel        | Barbora Krejčíková     | Indy de Vroome Deborah Kerfs            | 6-2, 6-1         | 1     |
| 09. | 2011-05-22 | Trofeo Bonfiglio                       | gravel        | Danka Kovinić          | Miyu Kato Miho Kowase                   | 6-2, 6-3         | A     |
| 10. | 2011-06-04 | Roland Garros                          | gravel        | Maryna Zanevska        | Viktorija Kan Demi Schuurs              | 6-4, 7-5         | A     |
| 11. | 2011-09-11 | US Open                                | hardcourt     | Demi Schuurs           | Gabrielle Andrews Taylor Townsend       | 6-4, 5-7, [10-5] | A     |
| 12. | 2012-06-09 | Roland Garros                          | gravel        | Darja Gavrilova        | Montserrat González Beatriz Haddad Maia | 4-6, 6-4, [10-8] | A     |